# Astragalus hirticalyx
Astragalus hirticalyx es una especie de planta del género Astragalus, de la familia de las leguminosas, orden Fabales.

## Distribución
Astragalus hirticalyx se distribuye por Turquía, Irak e Irán.

## Taxonomía
Fue descrita científicamente por Boiss. & Kotschy. Fue publicada en Fl. Orient. 2: 380 (1872).